# Cheng Tcheng
Œuvres principales
Cheng Tcheng, né en 1900 à Pékin et mort le 26 décembre 1996 à Pékin,, est un écrivain chinois.

## Biographie
Alors qu'il n'a que onze ans, il participe à la révolution de 1911. En 1919, il prend part aux manifestations patriotiques du 4 mai contre le Japon.
Il part en exil en France. Poursuivant ses études, il devient l'ami de Paul Valéry, André Gide et Picasso. Licencié en biologie à l'université de Montpellier en 1924, il donne des cours à la Sorbonne. En 1928 il publie l'ouvrage Ma mère. En 1929 sort Ma mère et moi à travers la révolution chinoise. De retour à Pékin, il enseigne la poésie française. Invité par le général de Gaulle, il revient en France en 1965. Il y restera onze ans avant de retourner en Chine après la chute de la Bande des Quatre en 1978. Il devient alors un enseignant à l'Institut des Langues à Taiwan et retourne occasionnellement en France pendant les années 1990.